# كلاتة محمد رضا خان
كلاتة محمد رضا خان (بالفارسية: کلاته محمدرضاخان) هي مستوطنة تقع في قسم فاروج الريفي في إيران. يقدر عدد سكانها بـ 349 نسمة حسب احصاء 2006م.